# Chapeau! (restaurant)
Chapeau! was een restaurant in de Nederlandse gemeente Bloemendaal. Het restaurant had in de periode van 2003 tot 2005 en in 2011 één Michelinster en heeft sinds 2012 twee Michelinsterren.
GaultMillau kende het restaurant in 2016 18 van de 20 punten toe.
Het restaurant werd in 1994 geopend. Chef-kok was Jan Sobecki. Deze voormalig sous-chef van Chapeau! volgde 1 mei 2012 Jeroen Granneman op. Granneman was de opvolger van Roland Veldhuizen die op 18 april 2012 per direct vertrok. Op 1 maart 2016 maakten eigenaren Esther de Wit en Ronald Voogel bekend dat het restaurant op 1 augustus 2016 zijn deuren ging sluiten. Sobecki opende later dat jaar zijn eigen restaurant Tribeca, het kreeg gelijk twee Michelinsterren toegekend.